# Kingsley Amis
Sir Kingsley William Amis (eigentlich Kingley Amis; * 16. April 1922 in London; † 22. Oktober 1995 ebenda) war ein britischer Schriftsteller und Dichter. Glück für Jim, sein mit dem Somerset Maugham Award ausgezeichneter Debütroman, machte ihn sowohl in Nordamerika als auch in Europa sehr bekannt. Das US-amerikanische Magazin Time wählte den Roman zu den besten englischsprachigen Romanen, die zwischen 1923 und 2005 erschienen. 1986 wurde Kingsley Amis für seinen Roman The Old Devils mit dem angesehenen Booker Prize ausgezeichnet.

## Leben
Kingsley Amis war der Sohn eines Angestellten und damit nach britischem Verständnis der unteren Mittelklasse zugehörend. Nach dem Besuch der City of London School studierte Amis Anglistik in Oxford und war nach seiner Militärzeit als Leutnant beim Royal Corps of Signals (Fernmeldekorps) von 1948 bis 1961 Englisch-Dozent an der Universität in Swansea und von 1961 bis 1963 an der Universität von Cambridge. 1963 gab er seine akademische Tätigkeit auf und war danach, abgesehen von einer kurzen Zeit an der Vanderbilt University in den Jahren 1967 und 1968, nur noch als Schriftsteller tätig.
Kingsley Amis war von 1965 bis 1983 in zweiter Ehe mit der Schriftstellerin Elizabeth Jane Howard verheiratet. Amis, der bereits vorher zahlreiche außereheliche Beziehungen unterhielt, hatte seine erste Ehefrau Hillary Bardwell und seine Kinder 1962 verlassen. Er ist der Vater des ebenfalls sehr erfolgreichen Schriftstellers Martin Amis.
Während eines weiteren Stipendiums nach seiner Militärzeit am Oxforder Studienkolleg St. John’s lernte Kingsley Amis Philip Larkin und John Wain kennen, mit denen er freundschaftlich verbunden blieb. Diese Freundschaft hinterließ ihre Spuren im Werk aller drei Autoren, die eine vergleichbare soziale Herkunft hatten, am Krieg teilgenommen hatten und ähnliche Probleme teilten: die Fassungslosigkeit über den akademischen Leerlauf, die Unverbindlichkeit und Selbstbespiegelung im Universitätsbetrieb, die Aversion gegen die dortige Autoritätsanmaßung sowie Traditionsgläubigkeit und kulturelle Engstirnigkeit.
Amis starb 1995 an den Folgen einer Wirbelsäulenverletzung, die er sich einen Monat zuvor bei einem Sturz zugezogen hatte. Er wurde im Golders Green Crematorium eingeäschert, wo sich auch seine Asche befindet.

## Politik
Amis war in seiner Jugend Mitglied der kommunistischen Partei, schrieb in dieser Zeit auch Flugblätter für die Fabian Society und wurde nach der Veröffentlichung von Glück für Jim von einem Teil der Literaturkritiker – allerdings nicht unwidersprochen – zu den sozialkritischen zornigen jungen Männern gezählt.
Wie bei zahlreichen anderen linken Intellektuellen seiner Generation kam nach 1956 mit der Abkehr vom Stalinismus und dem Ungarn-Aufstand die Desillusionierung. In den folgenden Jahren vertrat Amis dann eher antikommunistische Positionen. Seine zunehmend konservative Haltung drückte sich vor allem in seinen Veröffentlichungen über das Leben in Großbritannien aus. Er kommentierte wiederholt vor allem die Ausbildungspolitik der britischen Regierung, wobei er gegen eine „Demokratisierung höherer Bildung“ argumentierte. Er vertrat dabei die Ansicht, dass eine Ausweitung des Zugangs zu einer Verschlechterung des Bildungsstandes führe (more will mean worse). Diese Haltung drückt sich bereits in seinem Erstlingswerk Lucky Jim aus, der ihm in der Öffentlichkeit eher den Ruf eines linksstehenden und gesellschaftskritischen Autors einbrachte.  Als konservativer Tory stand Amis schließlich in Opposition zur intellektuellen Linken. Malcolm Bradbury kommentierte Amis' politische Entwicklung Ende der 1980er Jahre mit den Worten:

„Amis' politische Haltung hat sich nach rechts verschoben, und heute versteht er sich als unnachgiebiger und vermutlich Thatcher-geprägter Tory mit noch ein paar „liberalen Sprenkeln“ wie beispielsweise zur Todesstrafe, zur Homosexualität und Abtreibung. Aber diese „liberale Sprenkel“ sind nur noch gelegentlich sichtbar...“

## Einordnung des Gesamtwerks

### Übersicht
Kingsley Amis war ein vielseitiger Schriftsteller, der in verschiedenen und über verschiedene Genres schrieb, zum Beispiel Science Fiction und Phantastik. Er verfasste hunderte von Buchbesprechungen, war Herausgeber von über einem Dutzend Bücher und schrieb Einführungen zu zahlreichen weiteren. Während seines gesamten schriftstellerischen Lebens schrieb er außerdem Kurzgeschichten und Lyrik. Amis war zeit seines Lebens sehr kritisch gegenüber experimenteller Prosa und äußerte sich folgendermaßen dazu:

„Ich kann sie [experimentelle Prosa] nicht ertragen. Ich mag es nicht - und ich denke, dass es so den meisten Lesern geht - wenn ich auch nur die leisesten Zweifel habe, was da gerade passiert oder was es bedeuten soll. Ich will keine vollständige literarische Beschreibung von allem und ich bin willig, jeden Wink des Autors aufzugreifen, aber ich lehne Irreführung ab.“

Zwar hielt also Amis wenig von schwer- oder missverständlichen Werken, Merrit Moseley weist jedoch darauf hin, dass insbesondere Glück für Jim häufig missverstanden wurde. Oberflächlich gelesen können Glück für Jim und die unmittelbar darauf folgenden Romane Amis' als Studien über Angehörige der unteren britischen Schichten verstanden werden, was teilweise zur Folge hatte, dass spätere Werke als Verrat am Frühwerk gesehen wurden.
Die Qualität des Gesamtwerks gilt als hoch, allerdings nicht als gleichmäßig hoch. Merrit Moseley führt dies unter anderem auf die unterschiedlichen Lebensbedingungen amerikanischer und britischer Schriftsteller zurück. US-amerikanische Autoren finden ihren Lebensunterhalt häufig als Universitätsdozenten im Fach Kreativen Schreibens oder sind sogar Writers in Residence, eine noch weniger in Anspruch nehmende Form, ein Gehalt zu beziehen. Britische Autoren, denen diese Möglichkeit in der Regel nicht offensteht oder -stand, sind dagegen gezwungen, deutlich mehr zu publizieren, dabei auch auf Randtätigkeiten auszuweichen oder ein erzählerisches Werk schneller auf den Markt zu bringen. Amis hat über dreißig Bücher geschrieben und war Herausgeber oder Mitautor von zahlreichen anderen.

### Einzelne Werke
Amis veröffentlichte 1947 erstmals einige Gedichte, ohne damit sonderliche Aufmerksamkeit zu erregen. Dem folgte 1954 sein großer Erfolg mit Glück für Jim, der ihn auch international bekannt machte. Glück für Jim (Lucky Jim), den er seinem Studienkollegen Philip Larkin widmete, wurde mit dem Somerset Maugham Award ausgezeichnet. Der satirische Roman gilt heute als eines der Schlüsselwerke der 1950er Jahre Großbritanniens, der die erzählende englische Literatur so nachhaltig veränderte wie John Osbornes zeitgleiches Theaterstück Blick zurück im Zorn die britische Theaterliteratur. Malcolm Bradbury billigt dem jungen Amis einen ähnlichen Einfluss auf die britische Literatur zu wie Evelyn Waugh ihn auf die britische Literatur der 1920er Jahre hatte. Einflussreich war nicht nur die Art und Weise, wie der Roman geschrieben worden ist, sondern auch Thema und der Typus des Helden. David Lodge schrieb über den Roman:

„Glück für Jim ist ein Buch von großer Wortgewandtheit, die sich hinter einer scheinbaren Schwerfälligkeit verbirgt, aber gleichzeitig in der englischen Tradition der Situationskomik verwurzelt ist, die Joyce immer fremdartig geblieben ist. Glück für Jim ist für mich ein magisches Buch - wie für so viele meiner englischen Altersgenossen, die einen ähnlichen Hintergrund wie ich haben: Aufwärtsstrebend, Stipendiengewinner und erste Generation von Universitätsabgängern. Es gab uns genau die sprachliche Ausdrucksmöglichkeit, die wir brauchten, um unser Gefühl von sozialer Identität, dieses schwierige Zwischending zwischen Unabhängigkeit und Selbstzweifel, Ironie und Hoffnung auszudrücken.“

Andere Literaturkritiker haben betont, dass Amis mit Jim Dixon eine archetypische Figur geschaffen haben, mit der sich eine ganze Generation identifizieren konnte: respektlos, machtlos und gegen die Kräfte des „Establishments“ rebellierend ist er kein Anti-Held, sondern ein Nicht-Held. Dixon ist ein ganz gewöhnlicher Mann mit gewöhnlichen Wünschen und einer alltäglichen Reaktion auf seine Erlebnisse. Trotz seiner Tätigkeit an der Universität ist er kein Intellektueller, seine Arbeit langweilt ihn und seine Beziehung zu seinem Vorgesetzten ist die eines alltäglichen Stelleninhabers.
Glück für Jim folgten bis 1960 drei weitere Romane, die ebenfalls humoristische Züge aufweisen. Die in den 1960er Jahren erschienenen Romane waren ernsthafter, sie setzen sich zunehmend mit Ehe, Sex und der Beziehung zwischen Männern und Frauen auseinander. Die Romane der 1970er Jahre sind außerdem von einer Auseinandersetzung mit dem Altern geprägt.
1959 hielt Amis eine Vorlesungsreihe über SF an der Princeton University, die er in überarbeiteter Form als Buch veröffentlichte. Dieser lange Essay über die zeitgenössische SF-Literatur von 1960, New Maps of Hell, zeigte sein jahrelanges Interesse für dieses Genre und war weltweit eines der ersten Bücher, das sich ernsthaft auf akademischer Ebene mit SF auseinandersetzte (das Buch lieh später seinen Titel für ein Rock-Album). Amis gab auch Anthologien mit SF-Erzählungen heraus, etwa die Spectrum- Reihe 1960 bis 1965. Sein Augenmerk lag auf den literarischen Dystopien, und er selbst mit seinem Freund Robert Conquest verfasste auch eine, den Roman The Egyptologists 1965. Darin wird eine autoritäre Gesellschaft beschrieben, mit ausufernden Sicherheitsbehörden und starker Regulation. Der Plot der Novelle kam von Conquest und Amis schmückte die Geschichte mit sexuell expliziten Schilderungen aus.
Eine besondere Vorliebe hatte Amis für die Spionageromane von Ian Fleming, mit dem er auch persönlich befreundet war. Mit Geheimakte 007 schrieb er eine umfangreiche Analyse des berühmtesten Geheimagenten der Welt, James Bond, und nach dem Tod Flemings wurde ihm als Erstem die Ehre zuteil, die Serie fortsetzen zu dürfen (James Bond auf der griechischen Spur, 1968).
Der Alternativweltroman The Alteration (1976) schildert eine Welt, in der es weder Reformation noch Kirchenspaltung gegeben hat, und die Geschichte eines Jungen, der in guter katholischer Tradition kastriert werden soll, um seine schöne Stimme zu bewahren. Das Buch wurde mit dem John W. Campbell Memorial Award ausgezeichnet. Russian Hide and Seek (1980) spielt auf ähnliche Weise mit den Realitäten und stellt Amis' ironische Abrechnung mit dem Sozialismus dar: Hier ist Großbritannien von der Sowjetunion besetzt worden und um Jahrhunderte in seiner Entwicklung zurückgeworfen. Für einen weiteren, gesellschaftskritischen Roman The Old Devils bekam Kingsley Amis 1986 den Booker Prize. 1990 erhielt er von der britischen Königin den Ritterschlag (KBE).

## Kingsley und Martin Amis
Sowohl Kingsley als auch Martin Amis zählen zu den bedeutenden britischen Schriftstellern. Beide wurden für ihr jeweiliges Erstlingswerk (Glück für Jim, 1954 und Das Rachel-Tagebuch, 1973) mit dem Somerset Maugham Award ausgezeichnet. Martin Amis wurde auch wegen seiner Tätigkeit als Literaturkritiker für The Times und New Statesman zu einem der einflussreichsten britischen Schriftsteller. Er stand außerdem wegen seiner Lebensweise in Großbritannien in großem öffentlichen Interesse und überstrahlte an Ruhm und Bekanntheit auch dann noch den Vater, als dieser für The Old Devils mit dem angesehenen britischen Booker Prize ausgezeichnet wurde. Bereits Briefe von Kingsley Amis aus den 1980er Jahren belegen, dass dieser den Erfolg seines Sohnes zunehmend distanziert, aber auch neidisch sah. An Philip Larkin schrieb Kingsley beispielsweise 1984, als Gierig erschien, dass sein Sohn nun wohl berühmter sei als er. Kingsley Amis kritisierte bis an sein Lebensende öffentlich vehement die Werke seines Sohnes; er warf ihm vor, dass sein Stil von „schrecklich zwanghafter Lebhaftigkeit“ (im Original terrible compulsive vividness in his style) geprägt sei, machte Vladimir Nabokov dafür verantwortlich, dass sein Sohn mit jedem Satz seine stilistischen Fähigkeiten unter Beweis stellen müsse und behauptete, dass er sich außer Stande sehe, die Romane seines Sohnes zu Ende zu lesen. Julian Barnes, ein langjähriger Freund von Martin Amis, nannte Kingsley Amis‘ öffentliche Angriffe auf das Werk seines Sohnes skandalös, Christopher Hitchens, der ebenfalls mit Martin Amis befreundet war, dagegen nannte die in der Presse verbreiteten Spitzen nur Theaterdonner. Martin Amis verzichtete darauf, auf die Angriffe seines Vaters öffentlich zu antworten, hielt aber gleichfalls fest, dass sein Vater tatsächlich nur drei seiner Romane gelesen habe und die übrigen nach zwanzig oder dreißig Seiten durch den Raum gefeuert habe. Er fügte aber philosophisch hinzu:

„..ältere Schriftsteller sollten gegenüber den jüngeren Schriftstellern feindselig sein, denn die jüngeren Schriftsteller schicken ihnen [mit ihren Werken] eine unwillkommene Nachricht. Sie sagen: Es ist so nicht mehr. Es ist jetzt wie das.“

Es wird Martin Amis unterstellt, dass sowohl seine kantige Persönlichkeit, seine stilistische Virtuosität, seine patriarchalischen Ansichten und seine regelmäßig betonte Verehrung für das Schaffen von Vladimir Nabokov und Saul Bellow seinen Ursprung in der ungewöhnlich schwierigen Beziehung zu seinem Vater habe. Kingsley Amis selber berichtete, dass sein Sohn in der Zeit, in der er noch zu Hause lebte, jeglichen literarischen Versuch vor ihm zu verbergen suchte. Umgekehrt warf Martin Amis seinem Vater vor:

„Mein Vater, nicht zuletzt - wie ich denke - auch wegen einer gewissen Trägheit, nahm von meinen frühen Schreibversuchen keine Notiz, bis ich ihm endlich die Korrekturfahne meines ersten Romans auf den Schreibtisch warf.“

Nach dem Tod des Vaters im Oktober 1995 beschrieb Martin Amis das Verhältnis zunehmend positiv. Im Nachwort zu seinem Sachbuch Koba der Schreckliche – die zwanzig Millionen und das Gelächter mit dem Titel Brief an den Geist meines Vaters verwies Amis sogar darauf, dass – wäre ihr Geburtsjahr vertauscht – jeder von ihnen im Stil des anderen geschrieben hätte. 1997 gab Amis allerdings zu, dass es ihn gekränkt habe, dass sein Vater so unwillig war, seine Romane zu lesen:

„Wie konnte er nur so wenig neugierig auf mich sein?“

## Bibliografie
Romane
- Lucky Jim (1954)
  - Deutsch: Glück für Jim. Übersetzt von Elisabeth Schnack. Verlag Die Arche, Zürich 1957 (DNB 450067041)
  - dt. Neuübersetzung: Jim im Glück. Übersetzt von Steffen Jacobs. Mit einer Einleitung von David Lodge. Haffmans bei Zweitausendeins (Jill & Jim oder die Romane einer wunderbaren literarischen Freundschaft), Frankfurt am Main und Affoltern a. A. 2010, ISBN 978-3-942048-10-1
- That Uncertain Feeling (1955)
- I Like It Here (1958)
- Take a Girl Like You (1960)
- One Fat Englishman (1963)
- The Egyptologists (1965, mit Robert Conquest)
- The Anti-Death League (1966; Science Fiction)
- Colonel Sun (1968, unter dem Pseudonym Robert Markham) – Spionagethriller
  - Deutsch: Colonel Sun
- I Want It Now (1968)
- The Green Man (1969; Horror)
  - Deutsch: Zum grünen Mann. Übersetzt von Herbert Schlüter. Hoffmann und Campe, Hamburg 1972, ISBN 978-3-455-00120-4. Auch als: Der grüne Mann. Neudruck. Übersetzt von Herbert Schlüter. Fischer-Taschenbuch-Verlag (Fischer Phantastische Bibliothek #2717), Frankfurt am Main 1986, ISBN 978-3-596-22717-4
- Girl, 20 (1971)
- The Riverside Villas Murder (1973; Kriminalroman)
  - Deutsch: Die Falle am Fluss. Übersetzt von Gertrud Baruch. Kindler, München 1974, ISBN 978-3-463-00570-6
- Ending Up (1974)
- The Crime of the Century (1975)
- The Alteration (1976; Science Fiction)
  - Deutsch: Die Verwandlung. Übersetzt von Walter Brumm. Mit einem Nachwort von Franz Rottensteiner. Heyne SF&F #4314, München 1986, ISBN 978-3-453-31310-1
- Jake’s Thing (1978)
- Russian Hide and Seek (1980; Science Fiction)
  - Deutsch: Das Auge des Basilisken. Ein Melodram. Deutsche Übersetzung von Walter Brumm. Heyne SF&F #4042, München 1984, ISBN 978-3-453-30984-5
- Stanley and the Women (1984)
- The Old Devils (1986)
- Difficulties with Girls (1988)
- The Folks That Live on the Hill (1990)
- We Are All Guilty (1991)
- The Russian Girl (1992)
- You Can’t Do Both (1994)
- The Biographer’s Moustache (1995)

Erzählbände und Sammlungen
- My Enemy’s Enemy (1962)
- Collected Short Stories (1980)
- The Amis Collection. His Best Journalism, Pieces and Reviews (1980)
- The Amis Collection. Selected Non-Fiction 1954-1990 (1990)
- Mr Barrett’s Secret and Other Stories (1991)
- Dear Illusion. Collected Stories (2015)

Lyrik
- Bright November (1947)
- A Frame of Mind (1953)
- Poems. Fantasy Portraits (1954)
- A Case of Samples. Poems 1946–1956 (1956)
- The Evans County (1962)
- A Look Round the Estate. Poems, 1957–1967 (1968)
- Wasted, Kipling at Bateman’s (1973)
- Collected Poems 1944–78 (1979)

Essay und Sachliteratur
- Socialism and the Intellectuals. A Fabian Society Pamphlet (1957)
- New Maps of Hell. A Survey of Science Fiction (1960)
- The James Bond Dossier (1965; Sachbuch)
  - Deutsch: Geheimakte 007 James Bond. Übersetzt von Mechtild Sandberg. Ullstein-Bücher #550, Frankfurt/M. und Berlin 1966 (DNB 454573065)
- The Book of Bond, or Every Man His Own 007 (1965, als Lt.-Col William “Bill” Tanner)
- Lucky Jim’s Politics (1968)
- What Became of Jane Austen?, and Other Questions (1970)
- On Drink (1972)
  - Deutsch: Anständig trinken. Illuminiert/ruiniert von Eugen Egner. Übersetzt von Joachim Blessing. Rogner & Bernhard, Berlin 2008, ISBN 978-3-8077-1044-0
- Rudyard Kipling and his World (1974)
- An Arts Polity? (1979)
- Every Day Drinking (1983)
- How’s Your Glass? (1984)
- Memoirs (1991)
- The King’s English. A Guide to Modern Usage (1997)
- Everyday Drinking. The Distilled Kingsley Amis (2008, Sammelausgabe von On Drink, Everyday Drinking und How’s Your Glass?)

als Herausgeber
Spectrum (Anthologien klassischer Science-Fiction, mit Robert Conquest)
- Spectrum (1962)
- Spectrum 2 (1962)
- Spectrum 3 (1963)
- Spectrum 4 (1965)
- Spectrum 5 (1966)

- Oxford Poetry 1949 (1949, mit James Michie)
- Selected Short Stories of G.K. Chesterton (1972)
- The Times Anthology of Ghost Stories (1976, mit Patricia Highsmith und Christopher Lee)
  - Deutsch: Dreizehn Prisen Mitternacht. Die Times-Anthologie moderner Geistergeschichten. Übersetzt von Irene Paetzold. Bastei Lübbe Horror-Bibliothek #70008, 1979, ISBN 3-404-01121-X
- Tennyson (1973)
- Harold’s Years. Impressions from the New Statesman and The Spectator (1977)
- The Faber Popular Reciter (1978)
- The New Oxford Book of English Light Verse (1978)
- The Golden Age of Science Fiction (1981)
- The Great British Songbook (1986, mit James Cochrane)
- The Amis Anthology. A Personal Choice of English Verse (1988)
- The Pleasure of Poetry. From His Daily Mirror Column (1990)
- The Amis Story Anthology (1992)

## Verfilmungen
- 1957: Volltreffer ins Glück (Lucky Jim), Regie: John Boulting
- 1961: Lieben kann man nur zu zweit (Only Two Can Play)
- 1970: Take a Girl Like You, Regie: Jonathan Miller
- 1990: Zum grünen Mann – Eine Geistergeschichte (The Green Man, dreiteilige TV-Serie)
- 1992: The Old Devils (TV-Film), Regie: Andrew Davies
- 2000: Take a Girl Like You, (dreiteilige TV-Serie) Regie: Andrew Davies
- 2003: Lucky Jim (TV-Adaption), Regie: Robin Shepperd

## Einzelbelege
1. ↑  Merritt Moseley: Understanding Kingsley Amis. University of South Carolina Press, Columbia 1993, ISBN 0-87249-861-1. S. 1
2. ↑  James Diedrick: Understanding Martin Amis. University of South Carolina Press, Columbia 2004, ISBN 1-57003-516-4, S. 6.
3. ↑  Vgl. Wolfgang P. Rothermel: Kingsley Amis. In: Horst W. Drescher (Hrsg.): Englische Literatur der Gegenwart in Einzeldarstellungen (= Kröners Taschenausgabe. Band 399). Kröner, Stuttgart 1970, DNB 456542965, S. 150–172, hier S. 151.
4. 1 2  Merritt Moseley: Understanding Kingsley Amis. University of South Carolina Press, Columbia 1993, ISBN 0-87249-861-1. S. 3.
5. ↑  Wolfgang P. Rothermel: Kingsley Amis. In: Horst W. Drescher (Hrsg.): Englische Literatur der Gegenwart in Einzeldarstellungen (= Kröners Taschenausgabe. Band 399). Kröner, Stuttgart 1970, DNB 456542965, S. 150–172, hier S. 152 f.
6. ↑  zitiert nach Merritt Moseley: Understanding Kingsley Amis. University of South Carolina Press, Columbia 1993, ISBN 0-87249-861-1. S. 3. Im Original lautet das Zitat: Amis's politics moved toward the Right, and today he defines himself as a non-wet and presumably Thatcherite Tory „with a few liberal bits“, on hanging, homosexuality, abortion. But the „liberal bits“ are only occasionally noticeable.
7. ↑  Merritt Moseley: Understanding Kingsley Amis. University of South Carolina Press, Columbia 1993, ISBN 0-87249-861-1. S. 4 und S. 5.
8. ↑  Merritt Moseley: Understanding Kingsley Amis. University of South Carolina Press, Columbia 1993, ISBN 0-87249-861-1. S. 6. Im Original lautet das Zitat: I can't bear it. I dislike, as I think most readers dislike, being in the slightest doubt about what is taking place, what is meant. I don't want full and literal descriptions of everything, and I'm prepared to take a hint from the author as well as the next man, but I dislike mystification.
9. 1 2  Merritt Moseley: Understanding Kingsley Amis. University of South Carolina Press, Columbia 1993, ISBN 0-87249-861-1. S. 4 und S. 6.
10. ↑  Merritt Moseley: Understanding Kingsley Amis. University of South Carolina Press, Columbia 1993, ISBN 0-87249-861-1. S. 8 und S. 9.
11. ↑  Merritt Moseley: Understanding Kingsley Amis. University of South Carolina Press, Columbia 1993, ISBN 0-87249-861-1. S. 19
12. ↑  zitiert nach Merritt Moseley: Understanding Kingsley Amis. University of South Carolina Press, Columbia 1993, ISBN 0-87249-861-1. S. 20. Im Original lautet das Zitat: Lucky Jim (1954), a book of great verbal dexterity disguising itself as clumsiness, but rooted in an English tradition of comedy of manners quite foreign to Joyce. Lucky Jim was another magic book for me - and for most English readers of my age and background, upwardly mobile, scholarship-winning, first-generation university graduates - for it established precisely the linguistic register we needed to articulate our sense of social identitiy, a precarious balance of independence and self-doubt, irony and hope.
13. ↑  Merritt Moseley: Understanding Kingsley Amis. University of South Carolina Press, Columbia 1993, ISBN 0-87249-861-1. S. 20 und S. 21
14. ↑  James Diedrick: Understanding Martin Amis. University of South Carolina Press, Columbia 2004, ISBN 1-57003-516-4, S. 10.
15. ↑  James Diedrick: Understanding Martin Amis. University of South Carolina Press, Columbia 2004, ISBN 1-57003-516-4, S. 13.
16. ↑  James Diedrick: Understanding Martin Amis. University of South Carolina Press, Columbia 2004, ISBN 1-57003-516-4, S. 13. Im Original spricht Martin Amis von [sent the others] windmilling through the air after twenty or thirty pages.
17. ↑  James Diedrick: Understanding Martin Amis. University of South Carolina Press, Columbia 2004, ISBN 1-57003-516-4, S. 13. Im Original spricht Martin Amis von ... older writers should find young writers inimical, because younger writers are sending them an unwelcome message. They are saying, It's not like that anymore. It's like this.
18. ↑  James Diedrick: Understanding Martin Amis. University of South Carolina Press, Columbia 2004, ISBN 1-57003-516-4, S. 11.
19. ↑  zitiert nach James Diedrick: Understanding Martin Amis. University of South Carolina Press, Columbia 2004, ISBN 1-57003-516-4, S. 12. Im Original lautet das Zitat: My father, I  think, aided by a natural indolence, didn't really take much notice of my early efforts to write until I plonked the proof of my first novel on his desk.
20. ↑  zitiert nach James Diedrick: Understanding Martin Amis. University of South Carolina Press, Columbia 2004, ISBN 1-57003-516-4, S. 12. Im Original lautet das Zitat: How could he be so incurious about me?

| Personendaten    | Personendaten               |
| ---------------- | --------------------------- |
| NAME             | Amis, Kingsley              |
| ALTERNATIVNAMEN  | Markham, Robert (Pseudonym) |
| KURZBESCHREIBUNG | britischer Schriftsteller   |
| GEBURTSDATUM     | 16. April 1922              |
| GEBURTSORT       | London                      |
| STERBEDATUM      | 22. Oktober 1995            |
| STERBEORT        | London                      |